# کلیسای روسی (گذرگاه ورشیچ)

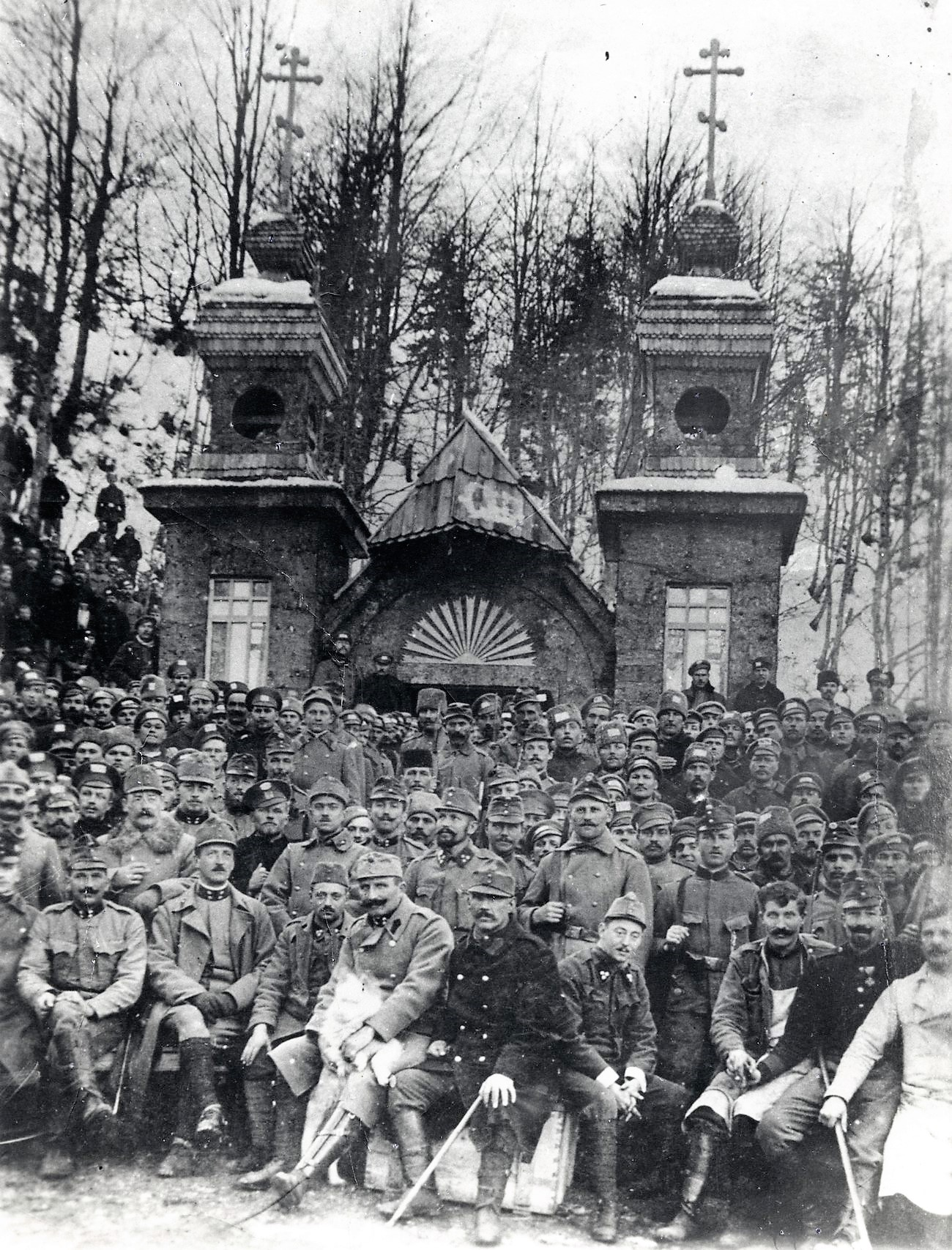
کلیسای روسی در سال ۱۹۱۶ (ساخته شده توسط زندانیان جنگ روسی)؛ ردیف جلو شامل نگهبانان اتریشی-مجارستانی است

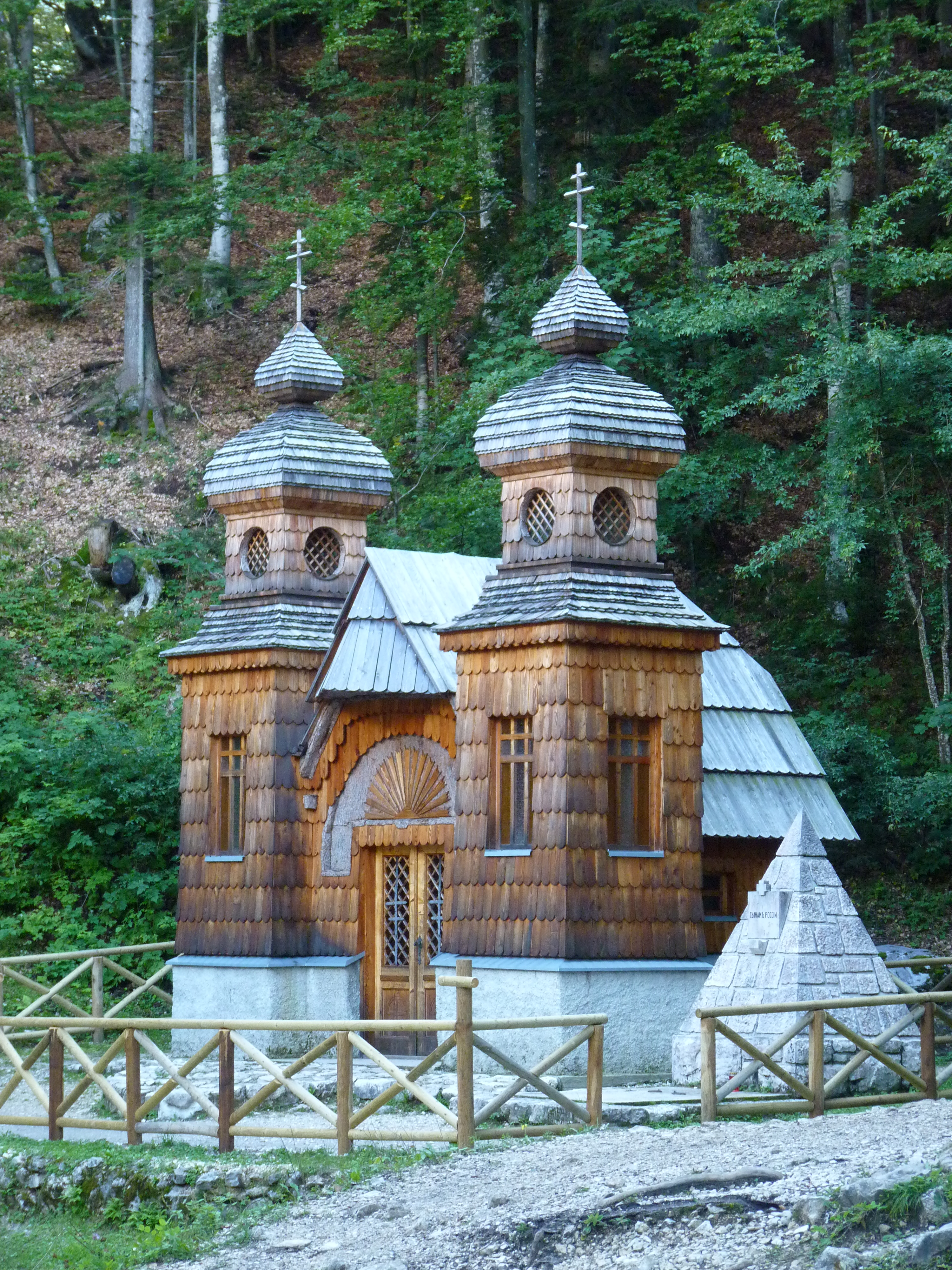
کلیسای روسی در گردنه ورشیچ در سال ۲۰۱۴

کلیسای روسی (اسلوونیایی: Ruska kapelica) یک کلیسای ارتدوکس روسی است که در جاده روسی در سمت شمالی گردنه ورشیچ در شمال غربی اسلوونی واقع شده است. این کلیسا، که به سن ولادیمیر اختصاص داده شده، توسط روسی‌ها (در واقع اعضای چندین قوم اسلاوی و آلمانی‌های ولگا که بخشی از امپراتوری روسیه بودند) زندانیان جنگ که در دوران جنگ جهانی اول به کار اجباری در این منطقه مشغول بودند، ساخته شده است. این کلیسا به عنوان یک یادبود جنگ و یک ارتباط نمادین بین اسلوونی و روسیه خدمت می‌کند.